# سبريجينا
السبريجينا (Spriggina) هي حفريات معروفة من عصر الإدياكاري منذ حوالي 550 مليون سنة مضت، هذا الحيوان المنفلق بلغ طوله حوالي 5-3 سم وربما كان مفترسًا.